# Ngoặc tay

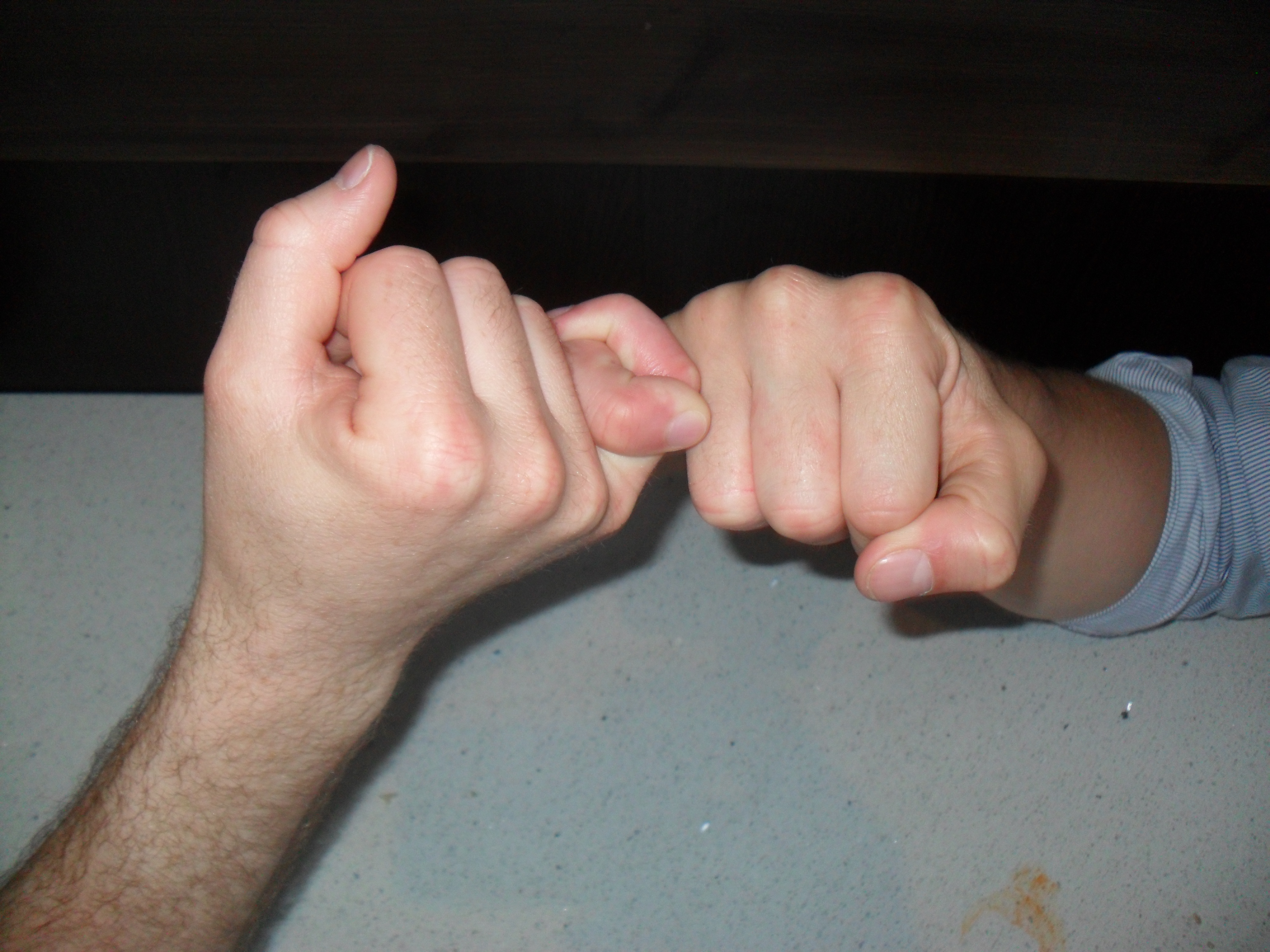
Hai người ngoặc tay với nhau

Ngoặc tay (tiếng Anh: pinky swear, pinky promise) hay móc ngoéo, ngoắc tay, ngoéo tay, móc tay là hành động ngoắc ngón tay trỏ hoặc ngón tay út của hai người vào với nhau, coi là làm dấu hiệu đã đồng ý cùng nhau giao ước một điều gì.
Tại Hoa Kỳ, phương thức giao ước "ngoặc tay" đã xuất hiện muộn nhất là từ năm 1860, khi cuốn Dictionary of Americanisms (từ điển tiếng Anh Mỹ) liệt kê thuật ngữ này cùng với lời giao ước đi kèm:
Pinky, pinky bow-bell,
Whoever tells a lie
Will sink down to the bad place
And never rise up again.
Tạm dịch:
Ngón út móc vào nhau,
Kẻ gian trước dối sau
Sẽ chìm xuống vực sâu
Không bao giờ nổi đầu.
Nhiều ý kiến cho rằng kiểu thề hứa này bắt nguồn từ Nhật Bản, nơi nó được gọi là yubikiri (指切り - "cắt ngón tay") và đi cùng với một lời thề kèm theo. Nét văn hóa này xuất phát từ việc người Nhật tin rằng những linh hồn có mối liên kết với nhau qua sợi dây đỏ định mệnh buộc ở hai đầu ngón tay út. Ngày nay, ngoắc tay là cách ấn định đảm bảo lời hứa rất phổ biến trong môi trường giáo dục tiểu học, giữa trẻ em hay giữa những người bạn thân thiết. Ngoắc tay có ý nghĩa như một hứa hẹn không bao giờ được phép nuốt lời.